# كاساندرا كاين
كاساندرا كاين هي بطلة خارقة في دي سي كومكس، ظهرت الشخصية لأول مرة في يوليو 1999م.